# Piliwale
Piliwale [Pilivale] (16. st.?) bio je havajski plemić, 10. kralj havajskog otoka Oʻahua. Njegovi su roditelji bili kralj Kālonaiki i kraljica Kikinui-a-ʻEwa te je imao brata zvanog Lō-Lale. Naslijedio je svog oca na prijestolju Oʻahua.
Njegova žena je bila Paʻakanilea (Paʻa-kani-lea), čiji su roditelji danas nepoznati, a koja je prema jednoj teoriji bila sestra svoga muža. Ona i Piliwale imali su dvije kćeri: Kūkaniloko i Kohipalaou. Kūkaniloko je naslijedila oca kao prva kraljica vladarica Oʻahua. 

## Poveznice
- Kalamakua
- Maʻilikākahi